# Stazione di Oberspree
La stazione di Oberspree è una fermata ferroviaria di Berlino, sita nel quartiere di Niederschöneweide.

## Movimento
La fermata è servita dalla linea S 47 della S-Bahn.